# Navalpino
Navalpino település Spanyolországban, Ciudad Real tartományban. Navalpino Alcoba, Fontanarejo, Arroba de los Montes, Villarta de los Montes, Helechosa de los Montes és Horcajo de los Montes községekkel határos. Lakosainak száma 195 fő (2024).

## Népesség
A település népessége az elmúlt években az alábbi módon változott:
| Lakosok száma | 308  | 273  | 270  | 267  | 267  | 241  | 233  | 228  | 208  | 195  |
|               | 2001 | 2004 | 2006 | 2009 | 2011 | 2014 | 2016 | 2019 | 2021 | 2024 |